# Pruik

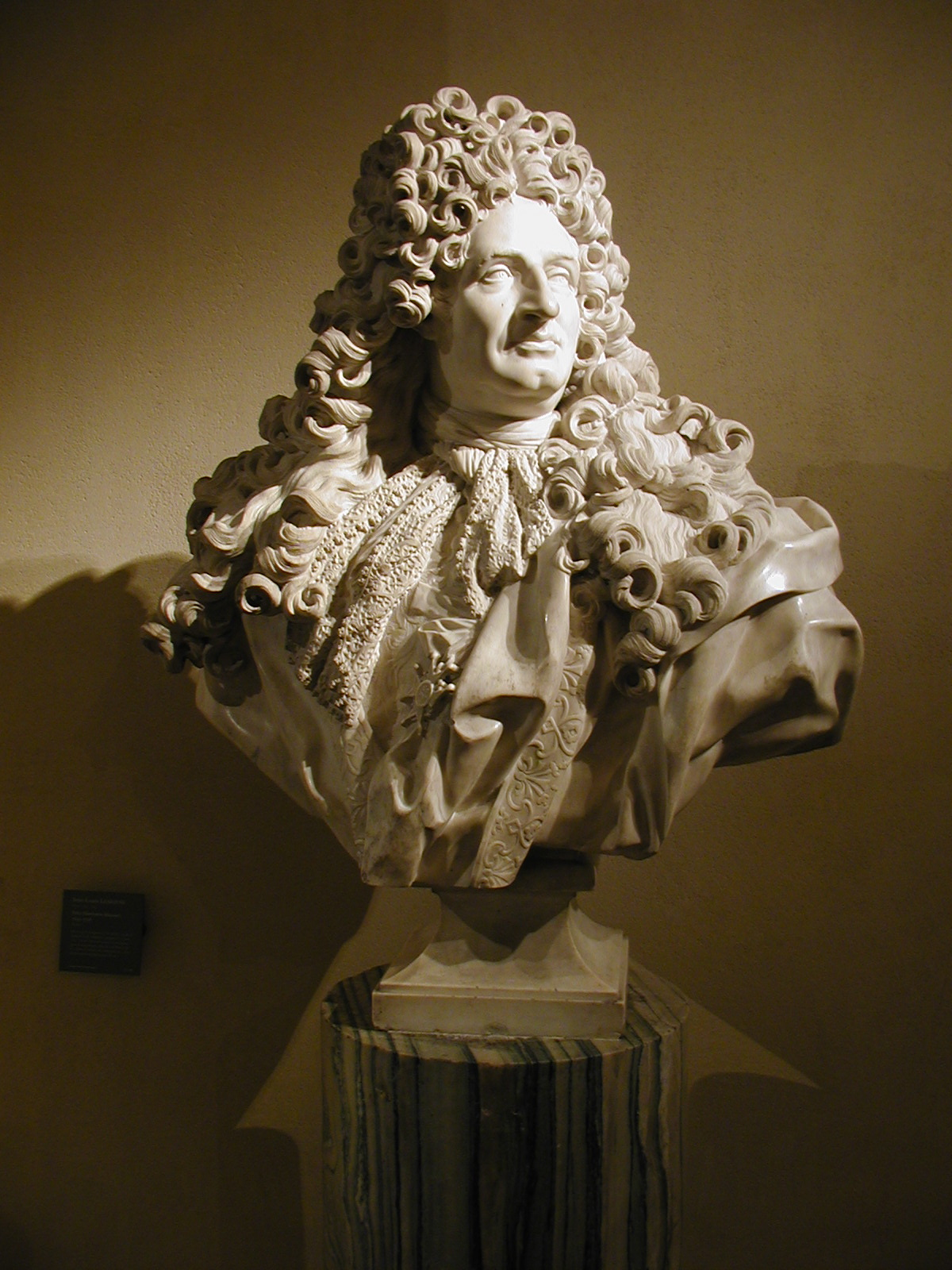
Typisch 17e-eeuwse Franse herenpruik (buste van Jules Hardouin-Mansart

Een pruik of haarwerk is een kunstmatig kapsel, dat op het hoofd gedragen de suggestie geeft een werkelijk kapsel te zijn. Een pruik die een gedeelte van het hoofd bedekt wordt toupet of haarstukje of ook wel deelhaarwerk genoemd. Een pruik kan zowel geleverd worden als confectie en ook helemaal worden aangemeten als maatwerk. Hij wordt in lage-lonenlanden gemaakt omdat er zo'n 80 uur werk in zit.
Een pruik kan gemaakt zijn van synthetisch haar, paardenhaar of echt haar. Echt haar is veel duurder. Zelfs afgeknipt eigen hoofdhaar kan worden gebruikt. Dat wordt vooral gebruikt om een haarband met haar van te maken door mensen die vanwege chemotherapie hun haar verliezen. 
De pruik kan worden gedragen door mensen die ontevreden zijn over hun kapsel. Ook extensies worden door die mensen gebruikt.
Mensen  met alopecia (haarverlies) zoals alopecia areata of alopecia androgenetica dragen een pruik in plaats van hun eigen (uitgevallen) haar. Alopecia areata kan al voorkomen vanaf heel jonge leeftijd. Er zijn dus ook kinderpruiken. Kinderpruiken zijn geen kleiner gemaakte volwassen pruiken. Kinderen hebben andere kapsels en dunner haar.
Zowel mannen als vrouwen dragen pruiken. Mannen vaker maatwerk en deelhaarwerken die worden geplakt, vrouwen confectie of maatwerk, geplakt, met een binnenwerk van anti-slip dat vacuüm zuigt of met klemmetjes vastgezet aan het eigen haar als ze dat nog genoeg hebben.
Ook mensen die door een chemokuur last hebben van haaruitval dragen een haarwerk. Meestal hebben zij het maar tijdelijk nodig (vaak minder dan een jaar). Zij verwachten dat een pruik het natuurlijke haar imiteert, zodat voor anderen niet duidelijk is dat er een pruik wordt gedragen.
Sommige magistraten, zoals rechters in Groot-Brittannië, dragen een witte pruik als onderdeel van hun ambtskostuum.
In dit geval gaat het niet om een pruik die de indruk wekt het echte haar van de drager te zijn. Vaak is zelfs het echte haar eronder zichtbaar.
Veel religieuze joodse vrouwen dragen na hun huwelijk een pruik, die vaak wordt aangeduid met het Jiddische woord daarvoor: een sjeitel.

## Geschiedenis
De oude Egyptenaren zijn de eerste mensen waarvan bekend is dat ze pruiken droegen. De Franse koning Lodewijk XIII, en later Lodewijk XIV, waren een van de eersten die de pruik voor mannen in Europa populair maakte, een mode die meer dan 100 jaar stand hield. De pruik werd dagelijks gepoederd in een pruikenkamer.
De (lange) pruiken waren een onderscheidingsmiddel van de adel (in Frankrijk) of de regenten (in de Republiek). Het eigen haar werd kortgeknipt, waardoor de drager minder last had van hoofdluis. In de loop van de 18e eeuw werden de pruiken korter en algemener.
Het gebruikte haarpoeder was kostbaar en werd in economisch moeilijke tijden nog zwaarder belast dan anders. Een pruikdrager werd daarom wel "dukatenkop" genoemd.